# 蒙维耶勒
蒙维耶勒（法語：Monviel，法語發音：[mɔ̃vjɛl]）是法国洛特-加龙省的一个市镇，属于洛特河畔新城区。

## 地理
蒙维耶勒（44°34'8"N, 0°32'41"E）面积6.23 平方千米，位于法国新阿基坦大区洛特-加龍省，该省份为法国西南部内陆省份，北起多爾多涅省，西接吉倫特省和朗德省，南至热尔省，东临塔恩-加龙省和洛特省。
与蒙维耶勒接壤的市镇（或旧市镇、城区）包括：蒙巴于斯、蒙蒂尼亚克德洛赞、穆利内、圣莫里斯-德莱斯塔佩勒、塞加拉。

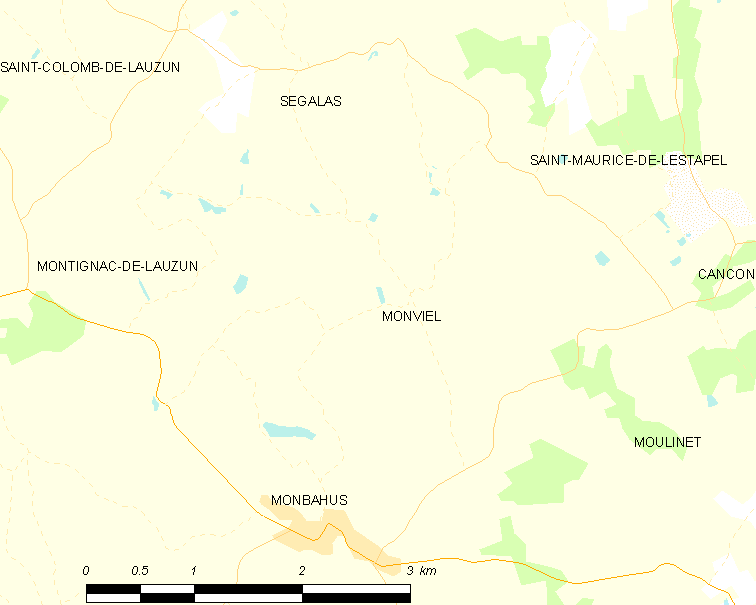
蒙维耶勒的OSM定位图

蒙维耶勒的时区为UTC+01:00、UTC+02:00（夏令时）。

## 行政
蒙维耶勒的邮政编码为47290，INSEE市镇编码为47192。

## 政治
蒙维耶勒所属的省级选区为上阿日奈-佩里戈尔县。

## 人口

1962-2008年间蒙维耶勒人口变化图示

蒙维耶勒于2022年1月1日时的人口数量为77人。